# Партенопа
Партенопа (грч. Παρθενόπη) је у грчкој митологији било име више личности. 

## Митологија
1. Аполодор наводи Партенопу као Стимфалову кћерку, која је са Хераклом имала сина Еуерета.[2]
2. Аполодор наводи и Партенопу кћерку Алкеја и Самије, која је са Аполоном имала сина Ликомеда.[2]
3. Једна од сирена, кћерка Ахелоја и музе Мелпомене или Терпсихоре.[3] Њен гроб је приказиван у Напуљу, а у њену част су приређиване трке са бакљама.[2]
4. Према неким ауторима, Партенопа је била супруга Океана и мајка Европе и Трако.[2]